# David Forbes
David Forbes (26 de janeiro de 1934 - 21 de maio de 2022) foi um velejador australiano, campeão olímpico.

## Carreira
Forbes consagrou-se campeão olímpico ao vencer a série de regatas da classe Star nos Jogos Olímpicos de Verão de 1972 em Munique ao lado de John Anderson.